# Dimitri Bascou
Dimitri Bascou (Schœlcher, 20 luglio 1987) è un ostacolista francese, campione europeo dei 110 metri ostacoli ad Amsterdam 2016.
Detiene, con 7"41, il record francese dei 60 metri ostacoli al coperto, disciplina in cui ha vinto la medaglia d'argento agli Europei indoor di Praga 2015 e quella di bronzo ai Mondiali indoor di Portland 2016.

## Record nazionali

### Seniores
- 60 metri ostacoli indoor: 7"41 ( Berlino, 13 febbraio 2016)

## Palmarès
| Anno | Manifestazione          | Sede           | Evento   | Risultato  | Prestazione | Note                          |
| ---- | ----------------------- | -------------- | -------- | ---------- | ----------- | ----------------------------- |
| 2007 | Europei under 23        | Debrecen       | 110 m hs | Batteria   | 14"20       |                               |
| 2009 | Giochi del Mediterraneo | Pescara        | 110 m hs | Argento    | 13"75       |                               |
| 2009 | Europei under 23        | Kaunas         | 110 m hs | 4º         | 13"66       |                               |
| 2009 | Mondiali                | Berlino        | 110 m hs | Semifinale | 13"49       | Miglior prestazione personale |
| 2010 | Europei                 | Barcellona     | 110 m hs | 4º         | 13"41       | Miglior prestazione personale |
| 2011 | Europei indoor          | Parigi         | 60 m hs  | 6º         | 7"64        |                               |
| 2011 | Mondiali                | Taegu          | 110 m hs | Semifinale | 13"62       |                               |
| 2011 | Universiadi             | Shenzhen       | 110 m hs | 4º         | 13"60       |                               |
| 2012 | Giochi olimpici         | Londra         | 110 m hs | Semifinale | 13"55       |                               |
| 2013 | Europei indoor          | Göteborg       | 60 m hs  | Semifinale | 7"72        |                               |
| 2013 | Giochi del Mediterraneo | Mersin         | 110 m hs | 4º         | 13"93       |                               |
| 2014 | Europei                 | Zurigo         | 110 m hs | Finale     | dq          | [ 1 ]                         |
| 2015 | Europei indoor          | Praga          | 60 m hs  | Argento    | 7"50        |                               |
| 2015 | Mondiali                | Pechino        | 110 m hs | 5º         | 13"17       |                               |
| 2016 | Mondiali indoor         | Portland       | 60 m hs  | Bronzo     | 7"48        |                               |
| 2016 | Europei                 | Amsterdam      | 110 m hs | Oro        | 13"25       |                               |
| 2016 | Giochi olimpici         | Rio de Janeiro | 110 m hs | Bronzo     | 13"24       |                               |
| 2019 | Mondiali                | Doha           | 110 m hs | Semifinale | 13"48       |                               |
| 2023 | Europei indoor          | Istanbul       | 60 m hs  | Semifinale | dnf         |                               |